# Gheorghe Berceanu
Gheorghe Berceanu (Cârna, Rumania, 28 de diciembre de 1949-Slatina, 30 de agosto de 2022) fue un deportista rumano especialista en lucha grecorromana donde llegó a ser campeón olímpico en Múnich 1972.

## Carrera deportiva
En los Juegos Olímpicos de 1972 celebrados en Múnich ganó la medalla de oro en lucha grecorromana de pesos de hasta 48 kg, por delante del luchador iraní Rahim Aliabadi (plata) y del búlgaro Stefan Angelov (bronce). Cuatro años después, en las Olimpiadas de Montreal 1976 ganó la plata en la misma modalidad.
También fue campeón mundial en 1969 y 1970, y una medalla de plata en la edición de 1975, además de tres títulos europeos.